# جوایز درامای کره
جوایز درامای کره (کره‌ای: 코리아 드라마 어워즈؛ انگلیسی: Korea Drama Awards) یک مراسم اهدای جوایز برای بهترین‌های تلویزیون در کره جنوبی است. این مراسم در سال ۲۰۰۷ بنیان‌گذاری شد و هر سال در ماه اکتبر در جینجو، استان گیونگ‌سانگ جنوبی به عنوان مهم‌ترین رویداد سالانهٔ جشنوارهٔ درامای کره‌ای برگزار می‌شود (که یک سال پیش راه‌اندازی شد). دورهٔ واجد شرایط از اکتبر سال قبل تا سپتامبر سال جاری است. نامزدها از درام‌های کره‌ای که از سه شبکهٔ اصلی (کی‌بی‌اس، ام‌بی‌سی و اس‌بی‌اس) و کانال‌های کابلی پخش می‌شوند، انتخاب خواهند شد.
مراسم سال ۲۰۰۹ به علت دنیاگیری آنفلوانزای خوکی لغو شد.